# كهول
كَهُول (الاسم العلمي: Leiobunum)، جنس دويبات حشرية من فصيلة قاسيات البدن وتضم أكثر من مائة نوع موصوف. على عكس الاعتقاد الشائع، فهم ليسوا عناكب، على الرغم من أنهم يتشاركون في التشابه. ينتمي الكهول إلى طائفة العنكبيات، ورتبة الحصادات. تملك أنواع الكهول أرجل طويلة نسبيًا مقارنةً بباقي الحصادات، وبعض الأنواع تعيش في أسراب.